# Rafael Osberto Salguero Sandoval
Rafael Osberto Salguero Sandoval (Jalapa, Departament de Jalapa, Guatemala, 3 de desembre de 1946), més conegut com a Rafael Salguero, és un exfutbolista, advocat, notari i dirigent esportiu guatemalenc. Va ser president de la Federació Nacional de Futbol de Guatemala (1986 -1990), vicepresident de la Confederació del Nord, Centreamèrica i el Carib de Futbol Associació (1986-1990) i membre del comitè executiu de la Federació internacional de Futbol Associació (FIFA) (2007-2015).
A finals de 2015 va ser acusat de corrupció pel Departament de Justícia dels Estats Units en el conegut com a Cas Fifagate. Va evitar la presó en oferir-se a col·laborar amb la fiscalia quedant sota arrest domiciliari en lloc secret i desconegut. Va acceptar la seva culpabilitat i, el desembre de 2018, va ser condemnat a dos anys de llibertat condicional i a la restitució de 288.000 US$.
El març de 2019 va ser inhabilitat per la Fifa per un període de set anys i sancionat amb una multa 100.000 francs suïssos.

## Trajectòria
Rafael Salguero va ser jugador de diversos clubs de futbol de Guatemala, principalment de Jalapa, la seva ciutat natal. Va destacar amb el club Clásicos 16 com a golejador, però una lesió de genoll el va obligar a retirar-se a la prematura edat de vint-i-cinc anys.
Va llicenciar-se com advocat i notari a la Universitad de San Carlos de Guatemala. El 1976 es va incorporar com a tresorer a la Federació Nacional de Futbol de Guatemala, posteriorment va ser-ne el secretari general i, des del 1986 al 1990, va exercir la presidència de la federació. Va ser membre de la Unió Centreamericana de Futbol (UNCAF), vicepresident de la Concacaf des del 1986 al 2015 i membre del comitè executiu de la Fifa.
També va formar part d'altres comitès de la FIFA: Legal, Urgència, Futbol, Finances i Bureau Brasil 2014.

## Fifagate
El 3 de desembre de 2015, Rafael Salguero va ser un dels setze imputats addicionals per la justícia nord-americana en la segona gran relació d'implicats en el denominat Cas Fifagate. Se l'acusava d'associació il·lícita, frau electrònic i blanqueig de capitals.
Va desaparèixer de la vida pública durant una llarga temporada i, posteriorment, es va saber que per evitar la presó havia acceptat ser col·laborador i testimoni protegit de la fiscalia quedant en arrest domiciliari en lloc secret i protegit.
El 27 d'octubre de 2016, Salguero es va declarar culpable d'associació il·lícita per a delinquir, conspiració per a cometre frau electrònic i blanqueig de diners. Segons la fiscalia de Brooklyn (Nova York), Salguero hauria acceptat centenars de milers de dòlars en suborns a canvi d'exercir la seva influència com a president de la Fenafutg per adjudicar contractes a Media World, una empresa de màrqueting esportiu radicada a l'estat de Florida, pels drets dels partits classificatoris de la selecció de futbol de Guatemala per a les edicions dels Mundials de 2018 i 2022.
El 6 de desembre de 2018, va ser sentenciat a dos anys de llibertat condicional i a la restitució de 288.000 US$. Els delictes pels quals va ser condemnat podien implicar penes de presó, però la jutgessa, Pamela K. Chen, va tenir en compte la seva valuosa col·laboració amb la justícia a l'hora de dictar sentència.
El 13 de març de 2019, el Comitè d'Ètica de la FIFA el va sancionar a pagar una multa de 100.000 francs suïssos i a set anys d'inhabilitació per a exercir qualsevol activitat relacionada amb el món del futbol per considerar-lo culpable d'haver infringit l'article 27 (suborn) del codi ètic.